# Walter Thimm
Walter Thimm (* 24. Mai 1936 in Dortmund; † 27. März 2006) war ein deutscher Erziehungswissenschaftler und Soziologe. Er lehrte als Professor mit dem Schwerpunkt Allgemeine Behindertenpädagogik an der Carl von Ossietzky Universität Oldenburg. Thimm führte den Begriff Soziologie der Behinderten in die deutsche Fachdiskussion ein.

## Werdegang und Wirkung
Nach einem Lehramtsstudium an der Pädagogischen Akademie Dortmund studierte Thimm Blinden- und Sehbehindertenpädagogik sowie Soziologie an der Universität Hamburg. An der Universität Hannover wurde er 1970 promoviert, das Thema seiner Dissertation lautete: „Blindheit als gesellschaftliche Kategorie“. Nach einer Tätigkeit als Akademischer Rat an der Pädagogischen Akademie in Dortmund wirkte Thimm von 1972 bis 1980 als Professor für Soziologie der Behinderten an der Pädagogischen Hochschule Heidelberg. Von 1980 bis zu seiner Pensionierung 2001 lehrte und forschte er schließlich als Professor an der Universität Oldenburg.
Neben seiner Materialiensammlung zur Soziologie der Behinderten fand auch seine kleine Einführung zum Normalisierungsprinzip weite Verbreitung und wurde mehrfach aufgelegt. Für die fachliche und sozialpolitische Verankerung des Normalisierungsprinzips in der deutschen Behindertenhilfe war Thimm gemeinsam mit dem Medizinsoziologen Christian von Ferber von großer Bedeutung.

## Schriften (Auswahl)
- Soziologie der Behinderten. Materialien, 5. Auflage, Neuburgweier (Karlsruhe): Schindele, 1978, ISBN 3-88070-024-9
- Das Normalisierungsprinzip. Eine Einführung, 6. Auflage, Marburg: Lebenshilfe-Verlag, 1995, ISBN 3-88617-102-7
- Behinderung und Gesellschaft. Texte zur Entwicklung einer Soziologie der Behinderten, Heidelberg: Winter, 2006, ISBN 3-8253-8329-6.